# Stefan Kurtz
Stefan Kurtz (* 20. April 1964) ist ein deutscher Informatiker und Professor für Bioinformatik an der Universität Hamburg.

## Werdegang
1990 absolvierte  Kurtz ein Diplomstudium der Informatik an der Universität Dortmund. Zwischen 1990 und 1995 arbeitete er als wissenschaftlicher Mitarbeiter in der Arbeitsgruppe Praktische Informatik an der Technischen Fakultät der Universität Bielefeld und promovierte 1995 mit Auszeichnung. Von August 1996 bis April 1997 arbeitete er als PostDoc am Department of Computer Science an der University of Arizona (USA). Von 1996 bis 2002 war er wissenschaftlicher Assistent in der Arbeitsgruppe Praktische Informatik an der Universität Bielefeld. Seit 2002 ist Stefan Kurtz Professor für Bioinformatik an der Universität Hamburg.

## Forschungsschwerpunkte
Stefan Kurtz forscht an der Entwicklung von Methoden und Software zur effizienten Verarbeitung biologischer Sequenzen und genomischer Annotationen (insbesondere für den Vergleich und die Assemblierung von Next Generation Sequencing Daten, Vorhersagen, Annotation und Klassifikation von repetitiven Elementen in Genomen und für den paarweisen und multipler Vergleich von Genomen). Außerdem widmet er sich der Integration und Auswertung von Next Generation Sequencing, z. B. im Bereich Amplicon-Sequenzierung, Genomsequenzierung und Ribosom-Profiling.